# Amphisbaena miringoera
Amphisbaena miringoera är en ödleart som beskrevs av  Paulo Emilio Vanzolini 1971. Amphisbaena miringoera ingår i släktet Amphisbaena och familjen Amphisbaenidae. Inga underarter finns listade i Catalogue of Life.